# Trinity Western Spartans
Il Trinity Western Spartans è una società polisportiva di Vancouver, in Canada. Fondato nel 1962, è il gruppo sportivo della Trinity Western University (TWU).

## Discipline
Gli Spartans vantano 2.700 atleti, distribuiti in 6 discipline e quasi tutti con la rappresentanza di entrambi i sessi:
- Pallacanestro
- Calcio
- Pallavolo
- Atletica leggera
- Nuoto
- Hockey (solo formazione maschile)

## Campionati
Nonostante la fondazione della sezione sportiva dell'università risalga al 1962, la TWU prese parte al CIS, il campionato inter-universitario canadese (en: Canadian Interuniversity Sport) solamente dal 2001. Le squadre partecipano anche al campionato riservato alle università del Canada occidentale, il CWUAA (en: Canada West Universities Athletic Association), sezione regionale del CIS.
La formazione pallavolistica maschile, in virtù della vittoria del campionato CIS del 2011, è stata scelta dalla NORCECA (la federazione pallavolistica del Nord e Centro America) quale rappresentante del continente nordamericano alla Coppa del Mondo per club 2011.

## Palmarès

### Calcio
Femminile
- Campionato CIS: 2004, 2008, 2009
- Campionato CWUAA: 2004, 2006, 2009

Maschile
- Campionato CIS: 2006, 2008
- Campionato CIS: 2005, 2009, 2010
- Campionato CWUAA: 2005, 2006

### Pallavolo
Femminile
- Campionato CIS: 2010

Maschile
- Campionato CIS: 2006, 2011
- Campionato CIS: 2005, 2010
- Campionato CIS: 2004, 2007
- Campionato CWUAA: 2007

### Premi individuali
- 2004 - Chris Meehan, giocatore di pallavolo, è stato nominato CIS Rookie of the Year
- 2006 - Ryan Hofer, allenatore di pallavolo femminile, è stato nominato Male Coach of the Year
- 2007 - Josh Howatson, giocatore di pallavolo, è stato nominato CIS men's volleyball Player of the Year e CIS Male Athlete of the Year
- 2007 - Nic Perugini, giocatore di calcio, è stato nominato CIS Player of the Year
- 2008 - Nikki Wright, giocatrice di calcio, è stata nominata CIS Rookie of the Year
- 2009 - Paul Hamilton, giocatore di calcio, è stato nominato CIS Player of the Year